# 宇田歩
宇田 歩（うた あゆみ）は、日本のゲームプロデューサー。B.B.スタジオ所属。既婚。
主に携帯機用の「スーパーロボット大戦シリーズ」を担当している。シリーズ第1作『スーパーロボット大戦』からのユーザーであり、当時は小学生だった。シリーズのプロデューサー・寺田貴信によれば、宇田は「スパロボ」製作を希望して入社し、プロデューサーになった初めての人物だった。

## 参加作品
- スーパーロボット大戦MX（2004年、PS2） - テストプレイ[3]
- スーパーロボット大戦ORIGINAL GENERATION2（2005年、GBA）
- 第3次スーパーロボット大戦α 終焉の銀河へ（2005年、PS2）
- スーパーロボット大戦W（2007年、DS） - プロデュース
- スーパーロボット大戦K（2009年、DS） - プロデュース
- スーパーロボット大戦L（2010年、DS） - プロデュース
- スーパーロボット大戦UX（2013年、3DS） - プロデュース
- スーパーロボット大戦BX（2015年、3DS） - プロデュース